# Ebenezer Addy
Ebenezer Charles Oko Addy (ur. 5 listopada 1940) – ghański lekkoatleta, sprinter, mistrz igrzysk Imperium Brytyjskiego i Wspólnoty Brytyjskiej, olimpijczyk.

## Kariera sportowa
Odpadł w półfinale sztafety 4 × 100 metrów na igrzyskach olimpijskich w 1964 w Tokio. Zdobył złoty medal w sztafecie 4 × 110 jardów (w składzie: Bonner Mends, Ebenezer Addy, James Addy i Stanley Allotey) oraz zajął 8. miejsce w finale biegu na 100 jardów na igrzyskach Imperium Brytyjskiego i Wspólnoty Brytyjskiej w 1966 w Kingston.

## Rekordy życiowe
Rekordy życiowe Ebenezera Addy’ego:
- bieg na 100 jardów – 9,64 s (1966)

## Rodzina
Jego żoną była Marian Ewurama Addy (1942–2014), biochemiczka, pierwsza kobieta z Ghany, która otrzymała tytuł profesora nauk przyrodniczych.